# Mariene ecoregio Palawan/Noord-Borneo
De Mariene ecoregio Palawan/Noord-Borneo (126) (Engels: Palawan/North Borneo marine ecoregion) is een biogeografische regio en ligt in het westen van de Grote Oceaan in de Mariene provincie Westelijke Koraaldriehoek (30) in het Marien rijk Centrale Indo-Pacific. De mariene ecoregio is vastgesteld door het World Wide Fund for Nature en The Nature Conservancy en is vernoemd naar Palawan en Borneo.
In het noordoosten en oosten grenst het gebied aan de mariene ecoregio Oostelijke Filipijnen (127), in het zuidoosten aan de mariene ecoregio Celebeszee/Straat Makassar (128), in het zuidwesten aan de mariene ecoregio Sundaplat/Javazee (117) en in het noordwesten aan de mariene ecoregio Oceanische eilanden Zuid-Chinese Zee (114).

## Geografie
De mariene ecoregio ligt in het westen van de Grote Oceaan tussen de Filipijnen en de noordoostkust van Borneo voor de kusten van Brunei, Maleisië en Indonesië. Het gebied ligt voor het grootste deel in de Suluzee en daarnaast een stukje in de Zuid-Chinese Zee, Celebeszee en Straat Makassar. Het strekt zich uit van de zuidwestkust van het eiland Mindoro in het noorden, via de westkust van Panay, de uiterste westkust van Mindanao, de wateren rond de Sulu-eilanden, de noord- en noordoostkust van Borneo (tot in de Straat Makassar aan de oostkust en ongeveer halverwege de steden Miri en Bintulu aan de westkust) en de wateren rondom Palawan.
Het gebied kenmerkt zich door slechts lokale zeestromingen.

## Biogeografie
Het gebied kent zeeleven dat houdt van tropische temperaturen.